# Agriswil
Agriswil (toponimo tedesco; in francese Agrimoine, desueto) è una frazione di 140 abitanti del comune svizzero di Ried bei Kerzers, nel Canton Friburgo (distretto di Lac).

## Storia

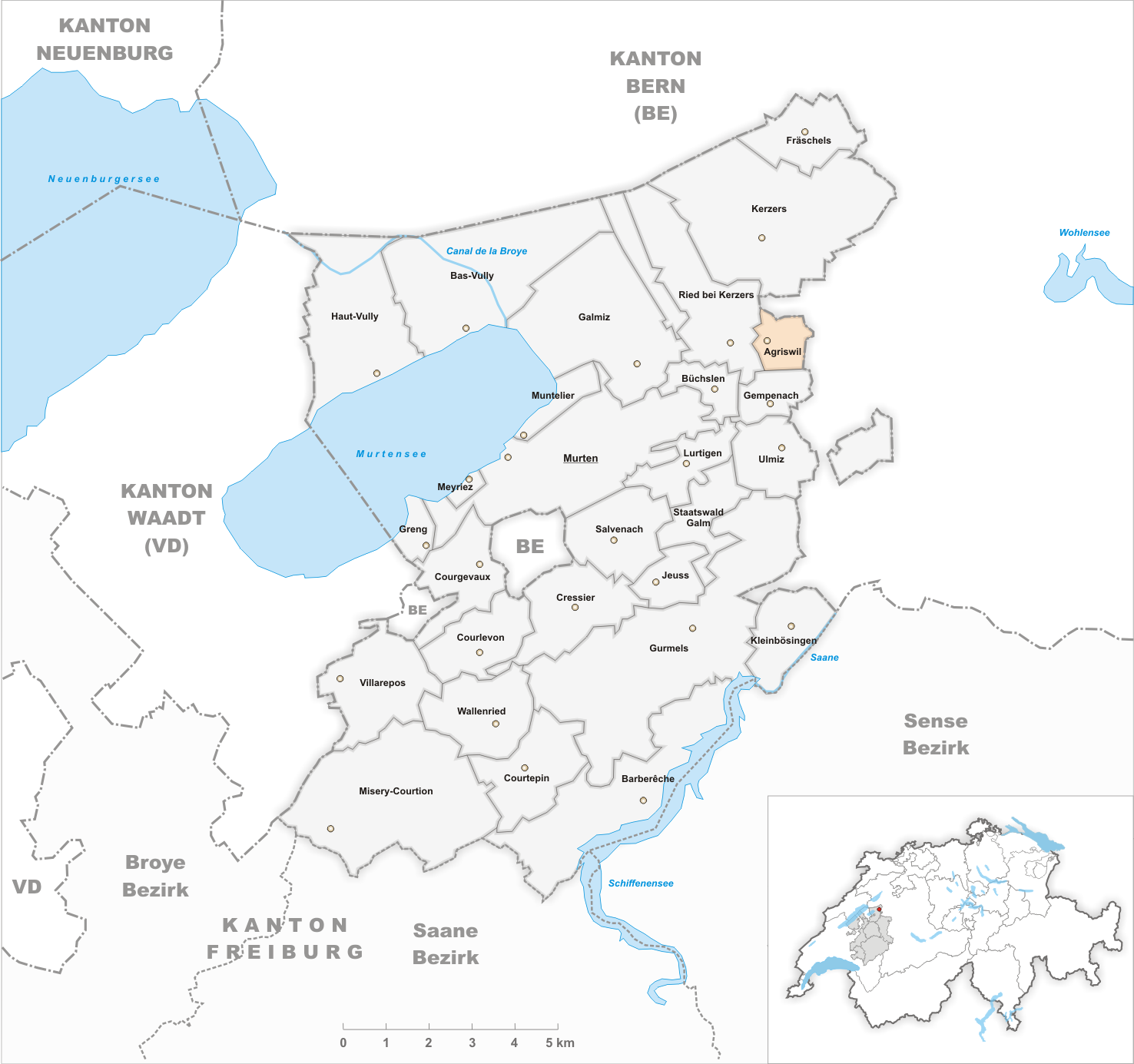
Il territorio del comune di Agriswil prima degli accorpamenti comunali del 2006

Già comune autonomo istituito nel 1831 e che si estendeva per 1,40 km², il 1º gennaio 2006 è stato accorpato a Ried bei Kerzers.

## Società

### Evoluzione demografica
L'evoluzione demografica è riportata nella seguente tabella:
Abitanti censiti

## Amministrazione
Ogni famiglia originaria del luogo fa parte del comune patriziale che ha la responsabilità della manutenzione di ogni bene comune.